# Ono no Komači

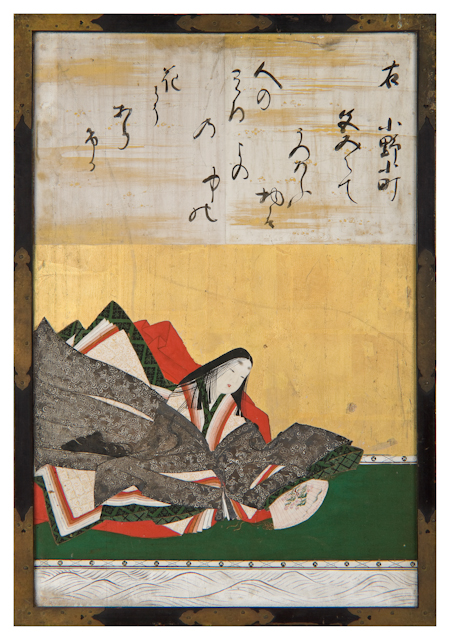
Ono no Komači - autor Kanó Tanjú, 1648

Ono no Komači (小野 小町?, asi 825 – asi 900) byla japonská básnířka období Heian, jedna ze šesti nesmrtelných japonských básníků a jediná žena mezi nimi.
O jejím životě se dochovalo velmi málo hodnověrných zpráv, zato početné legendy hovoří o její kráse, milostných vztazích a básnickém nadání. Podle tradice se narodila v prefektuře Akita a žila jako dvorní dáma na císařském dvoře v Heian-kjó (dnes Kjóto).
Z jejího díla se dochoval sto deset básní tanka, které se vyznačují elegancí, jemností, zvukomalebností a hloubkou milostných citů. Ki no Curajuki, hlavní pořadatel první císařské antologie japonské poezie Kokinšú, jí jako jedinou ženu zařadil mezi šest nesmrtelných japonských básníků (rokkasen). Do sbírky pak zařadil osmnáct jejích pětiverší.

## Ukázka z poezie
Na tebe

tolik jsem myslila –

ve spánku tvou jsem podobu zřela:

kdybych tak znala, že je to sen –

což bych se probudit chtěla?!

přeložila Vlasta Hilská, přebásnil Bohumil Mathesius

Ve sněhobílé třešni v lijavci nekonečném

svou barvu ztrácí za květem květ.

A v neúprosném dešti let pozvolna uvadá

i moje krása bývalá.

Nadarmo obě jsme kvetly, náhle mě napadá!

přeložila Zdenka Švarcová, přebásnil Zdeněk Gerych.

## Česká vydání

### Jednotlivé básně v antologiích
- Verše psané na vodu (starojaponská pětiverší), Rudolf Kmoch, Praha 1943, přeložila Vlasta Hilská, přebásnil Bohumil Mathesius, výbor ze sbírek Manjóšú a Kokinšú, je zde obsažena autorčina báseň Sen.
- Inkoustový měsíc, výbor z básní Ono no Komači a Izumi Šikibu, Votobia, Vranov nad Dyjí 1991, anglické verze japonských originálů do češtiny převedla Jitka Herynková.
- Bledý měsíc k ránu, milostná poezie starého Japonska, Mladá fronta, Praha 1994, přeložil Karel Fiala a další.
- Sto básní, stará japonská poezie, Národní galerie, Praha 1997, přeložila Helena Honcoopová.

### Kompletní překlad
- Do slov má láska odívá se, Vyšehrad, Praha 2011, přeložila Zdenka Švarcová, přebásnil Zdeněk Gerych.